# Musculus extensor pollicis brevis
De musculus extensor pollicis brevis of korte duimstrekker is een skeletspier in de onderarm die aan het proximale kootje van de duim is aangehecht.  De korte duimstrekspier werkt samen met de lange duimstrekker, met de musculus extensor pollicis longus, die aan het distale duimkootje is aangehecht.